# Filippo Galli
Filippo Galli (Monza, Italia, 19 de mayo de 1963) es un exfutbolista italiano, se desempeñaba en cualquier posición de la defensa. Formó parte del equipo directivo del AC Milan durante muchos años, entrenando al Milan Primavera.
El 18 de mayo de 2021, el Parma anunció el nombramiento de Galli como director del área metodológica del club.

## Clubes
| Club          | País       | Año         |
| ------------- | ---------- | ----------- |
| AC Milan      | Italia     | 1981 - 1982 |
| Pescara       | Italia     | 1982 - 1983 |
| AC Milan      | Italia     | 1983 - 1996 |
| AC Reggiana   | Italia     | 1996 - 1998 |
| Brescia       | Italia     | 1998 - 2001 |
| Watford FC    | Inglaterra | 2001 - 2002 |
| ASD Pro Sesto | Italia     | 2002 - 2004 |

## Palmarés

### Torneos nacionales
| Título              | Club        | País   | Año     |
| ------------------- | ----------- | ------ | ------- |
| Serie A             | A. C. Milan | Italia | 1987-88 |
| Supercopa de Italia | A. C. Milan | Italia | 1988    |
| Serie A             | A. C. Milan | Italia | 1991-92 |
| Supercopa de Italia | A. C. Milan | Italia | 1992    |
| Serie A             | A. C. Milan | Italia | 1992-93 |
| Supercopa de Italia | A. C. Milan | Italia | 1993    |
| Serie A             | A. C. Milan | Italia | 1993-94 |
| Supercopa de Italia | A. C. Milan | Italia | 1994    |
| Serie A             | A. C. Milan | Italia | 1995-96 |

### Torneos internacionales
| Título                       | Equipo      | Sede      | Año     |
| ---------------------------- | ----------- | --------- | ------- |
| Copa de Campeones de Europa  | A. C. Milan | Barcelona | 1988-89 |
| Supercopa de Europa          | A. C. Milan | Barcelona | 1989    |
| Copa Intercontinental        | A. C. Milan | Tokio     | 1989    |
| Copa de Campeones de Europa  | A. C. Milan | Viena     | 1989-90 |
| Supercopa de Europa          | A. C. Milan | Milán     | 1990    |
| Copa Intercontinental        | A. C. Milan | Tokio     | 1990    |
| Liga de Campeones de la UEFA | A. C. Milan | Atenas    | 1993-94 |
| Supercopa de Europa          | A. C. Milan | Milán     | 1994    |